# SM-3 (ミサイル)

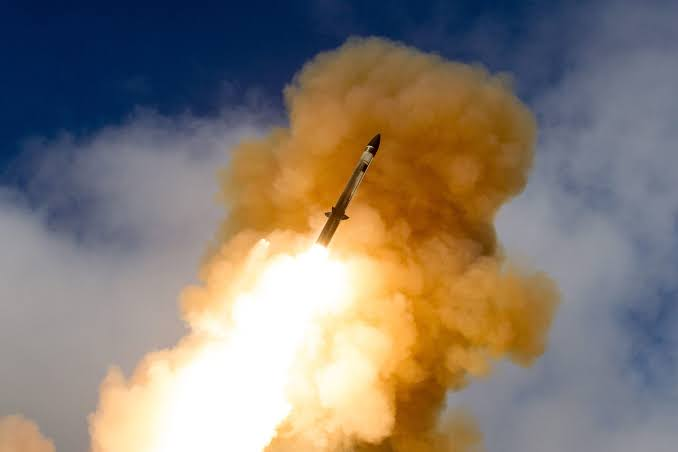
イージス駆逐艦「ジョン・ポール・ジョーンズ」から発射されるSM-3ブロックIIA

SM-3（英語: STANDARD Missile 3）は、弾道ミサイル迎撃を目的とする艦船発射型弾道弾迎撃ミサイル。アメリカ軍ではRIM-161と称されている。イージス弾道ミサイル防衛システムの一部を構成する。SM-3は計画を主導するアメリカ海軍および研究開発に参加している日本の海上自衛隊に配備されている。韓国やオーストラリアも自国海軍への配備を念頭に、それぞれSM-3について関心を持っている。

## 開発に至る経緯
SM-3の開発は、元来、アメリカ海軍の戦域ミサイル防衛（Navy Theater Wide - Theater Ballistic Missile Defense: NTW-TBMD）計画の一環として着手された。海軍では、大気圏外を担当するNTWと、大気圏内を担当する海軍地域ミサイル防衛（Navy Area Theater Ballistic Missile Defense: NATBMD）によって縦深防御を行う構想であり、前者はミッドコース段階での迎撃を担当することからSMD（Sea-based Mid-course Defense）とも称された。
NATBMD用のミサイルとしては、艦隊防空用の長射程型艦対空ミサイルであるSM-2ブロックIVに所定の改良を加えたSM-2ブロックIVAで対応可能と考えられた。一方、大気圏外で交戦するためには、近接信管を用いた通常の弾頭ではなく、運動エネルギー弾（キルビークル）の直撃による撃破が望ましいと判断され、新しいミサイルが必要となった。ここでキルビークルとして採択されたのがLEAP (Lightweight Exo-Atmospheric Projectile) であり、元来は戦略防衛構想（SDI）の一環として、1985年からアメリカ陸軍がレールガン用の運動エネルギー弾として開発していた設計に基づいている。またレールガンの発射体に留まらず、1992年には、弾道ミサイル防衛局 (BMDO) と海軍によって、SM-2ERブロックIIを改造したミサイル（テリアLEAP）に搭載しての試験も着手された。その後、陸軍がレールガンの計画を中止したこともあり、1993年にはLEAPの計画は海軍に移管された。
1995年までにテリアLEAPは4回の飛行試験（FTV-1－4）を実施し、その成果を踏まえた実証実験として、SM-2ブロックIVをベースとしたミサイルを用いたイージスLEAPインターセプト（AEGIS LEAP Intercept）が行われることになった。このためのミサイルとして開発されたのがSM-3である。初めての実射試験は1999年9月に行われ、2001年1月の三回目のテストではKWの切り離しまで確認した。2002年1月にはアリエス標的用弾道弾（退役したミニットマンICBMに所定の改造を加えたもの）への衝突に成功した。

## 設計

### バージョン
SM-3の実証実験モデルがブロック0であり、2002年・2003年の飛行試験（FTM-2－6）で用いられた。その後、2005年のFTM-7からは限定生産モデルのブロックIが用いられるようになり、同年にはイージスBMD3.0システムとともに実戦配備された。11発が製作され、4発が飛行試験で消費された。
ブロックIを基にした最初の量産モデルがブロックIAで、短距離弾道ミサイル（SRBM）および中距離弾道ミサイル（IRBM）への対処能力を有しており、2006年にタイコンデロガ級ミサイル巡洋艦「シャイロー」に搭載されたのを皮切りに、イージスBMD3.6システムとともに実戦配備された。小改良型のブロックIBは2014年に実用化され、イージスBMD4.0システムと組み合わせることで、交戦可能距離を延伸した。MDAはブロックIA 150発とIB 182発を購入し、また2015年からはソフトウェアをアップデートしたブロックIB TU（Threat Update）の試験が開始された。
2015年からは、限定的ながら大陸間弾道ミサイル（ICBM）への対処も可能となった次世代のSM-3であるブロックIIAの飛行試験が開始された。1998年の北朝鮮によるミサイル発射実験を受けて、1999年には日米で弾道ミサイル防衛協力取極が締結されており、SM-3ブロックIIAの開発にも日本が参加している。

### ミサイル構成
SM-3は、SM-2ブロックIVをベースとして1段追加して3段式ミサイルとし、更にキルヴィークルを搭載した構造である。

#### キネティック弾頭
ペイロードとしては、上記の経緯もあり、LEAPを基にしたキルヴィークルであるキネティック弾頭（kinetic warhead, KW）が搭載される。
当初搭載されていたモデルはEX-142（量産化後はMk 142）と称された。これは重量23 kg、姿勢制御システムと赤外線誘導システムを備え、4キロメートル毎秒という超高速で飛翔、目標直前で小型のタングステン・ロッドのクラスターを射出して、その運動エネルギーで目標を破壊する。衝突によって生じる運動エネルギーは130メガジュール (96,000,000 ft·lbf、TNT換算31 kg) に達する。
誘導システムの赤外線センサは、テルル化カドミウム水銀（HgCdTe）を素材とした128×128の面素子 (focal-plane array, FPA) を用いており、検知する帯域は長波長赤外線（LWIR）、捜索可能距離は300 km以上とされる。この赤外線センサは、ミサイルが大気圏内にあるときにはノーズコーンで保護されており、高度約90,000メートルでノーズコーンを分離する。なおテリアLEAP時代には、キルヴィークルの姿勢制御システム（Divert and Attitude Control System, DACS）に液体燃料ロケットを用いていたのに対し、SM-3のKWでは固体燃料ロケットを採用したSDACS（Solid DACS）とされており、艦上で扱うための安全性が確保された。
ブロックIBのKWは、ブロックIAのものをベースに改良し、目標識別能力の向上のため、2つの波長を検知できる赤外線センサを搭載するとともに、シグナルプロセッサの能力も向上させている。また姿勢制御システムを改良されたTDACS（Throttleable DACS）として、目標への接近の際のKWの操縦能力を向上させている。
ブロックIIAでは、第2・3段目の大径化に伴ってKWも大型化しており、赤外線センサの感度を高めるとともに、姿勢制御能力を向上させて、作動時間も延長している。

#### 誘導装置
SM-3では、SM-2ERブロックIVと同じく、無線通信によってイージス艦からの指令誘導を受けることができる。ただしミサイルの設計変更に伴い、機器の配置は改訂された。
そしてまた、SM-3で追加された重要な機能がGAINS（GPS-Aided Inertial Navigation System）である。SM-3ではSM-2ERブロックIVよりも遥かに高高度での交戦を想定している上に、KWを目標に直撃させる必要があるため、より高精度でミサイル自身の位置・速度を測定する必要が生じたことから、衛星測位システム（GPS）や慣性計測装置（IMU）、そして母艦のレーダーによる観測情報を統合処理する装置として搭載されたものである。

#### 推進装置
SM-3で追加された3段目には、Mk 136 TSRM（Third Stage Rocket Motor）が搭載された。これはASAS（Advanced Solid Axial Stage）とも称され、キネティック弾頭を軌道に投入するためのキックモーターとしての役割を担っている。TSRMの噴射は、ノーズコーンの分離前後の2回に分けて行われる。また3段目には、大気圏外でのミサイルの姿勢制御を担う姿勢制御システム（Attitude Control System: ACS）も搭載されており、固体燃料の燃焼ガスを用いるWGACS（Warm Gas ACS）と、窒素ガスを用いるCGACS（Cold Gas ACS）がある。
一方、1・2段目については、SM-3ブロックIBまでは基本的にSM-2ブロックIVと同構成であり、ブースターはMk 72、サステナーはMk 104 DTRM (Dual-thrust rocket motor) が搭載された。その後、ブロックIIAではサステナーとして大型化された新しいDTRMが搭載され、2段目の直径は13.5インチ (34 cm)から21インチ (53 cm)へと増大した。これにより燃料搭載量を増やすことができ、最終到達速度が45から60 %増加し、キネティック弾頭が大型化された。これに伴い、テリアやターター以来踏襲されてきた弾体設計から脱却することになったが、この5割以上も太くなった新設計の弾体の開発は日本が担当した。
なお、サステナーを更に大型化して2段目の直径を27インチ (69 cm)へと増大、ブースターも更新したブロックIIBの開発が計画されていたが、2013年3月に中止された。

### 迎撃過程
早期警戒衛星などの情報に基づき、イージス艦に備えられたAN/SPY-1レーダーが弾道ミサイルを探知・追跡し、イージスシステムが必要な計算処理を行う。この際に用いられるコンピュータ・プログラムは、通常の対空戦用のものとは異なる専用のもので、初期にはALIと称されていたが、後にはイージスBMDと称されるようになり、2005年の飛行試験より、SM-3の管制に用いられるようになった。
イージスBMDシステムの管制によって発射されたのち、SM-3は第1段の推力偏向制御によって方向を調整し、会敵コースに乗る。第1段のブースターが燃え尽きて切り離されると、すぐに第2段のサステナーが燃焼を開始するが、この時点ではまだSM-3は大気圏内にあり、操舵はミサイル後部のフィンによって行われる。この間もSPY-1は目標の弾道ミサイルの追跡を続けており、これに基づいてSM-3の針路を調整するため、アップリンクによる指令誘導が行われる。
サステナーが燃焼を終えて第2段が切り離されるのは高度50-60 km付近で、このときにはミサイルはほぼ大気圏外に出ている。続いて第3段のTSRMが燃焼するが、この間にノーズコーンが投棄され、またWGACSとCGACSによる姿勢制御が行われる。TSRMの燃焼が終わると、いったんKWの視野内に明るい星が入らないように姿勢を調整し、シーカーの較正を行ったのち、再度目標を志向するように姿勢を調整する。そしてシーカーが捕捉した目標に対し、最も効果的に破壊できる場所を選んで、命中する。
なお、イージス艦以外に、地上配備型のSM-3も検討されている。これはイージス・アショア・サイトと呼ばれ、アメリカが主導するヨーロッパにおけるミサイル防衛計画において配備が計画されているもので、1つの施設は地上型SPY-1レーダーと24基のSM-3から構成される。SM-3の発射装置は艦載型VLSをもとに移動可能なものを開発する。

### 諸元表
| 型       | 名称            | 全長   | 翼幅   | 重量     | キネティック弾頭                                              | サステナ                   | ブースタ           | 射程       | 射高       | 価格                |
| -------- | --------------- | ------ | ------ | -------- | ------------------------------------------------------------- | -------------------------- | ------------------ | ---------- | ---------- | ------------------- |
| RIM-161A | SM-3ブロックI   | 6.55 m | 1.57 m | 1,500 kg | 1色式赤外線画像誘導装置、SDACS                                | Mk 104 DTRM (13.5インチ径) | Mk 72 (21インチ径) | 約700 km   | 約500 km   | 900-1,000万USドル   |
| RIM-161C | SM-3ブロックIB  | 6.55 m | 1.57 m | 1,500 kg | 2色式赤外線画像誘導装置、TDACS、 シグナル・プロセッサーの改良 | Mk 104 DTRM (13.5インチ径) | Mk 72 (21インチ径) | 約700 km   | 約500 km   | 1,200-1,500万USドル |
| RIM-161D | SM-3ブロックIIA | 6.55 m | 1.57 m | 1,500 kg | 大型化、DACS機能向上                                          | 新型DTRM (21インチ径)      | Mk 72 (21インチ径) | 約2,500 km | 約1,500 km | 2,000-2,400万USドル |

## 運用史

### アメリカ合衆国
アメリカ海軍の艦の中で弾道ミサイル防衛に用いられる能力を有するのはイージスシステムを備えるタイコンデロガ級ミサイル巡洋艦とアーレイ・バーク級ミサイル駆逐艦の艦である。ミサイル防衛局と海軍は、22のタイコンデロガ級のうち最低10隻、アーレイ・バーク級については全艦をBMDに対応させることを希望している。2011会計年度に84隻存在するイージスシステム搭載艦の合計数は2020年頃に93隻になりその後徐々に減少するとみられる。
既存の艦へのBMD能力付加は、コンピューターおよびソフトウェアの改修とミサイルの搭載からなる。2010会計年度以後に建造されるアーレイ・バーク級については建造時からBMD能力が付加されている。3.6.1バージョンへの改修は1,000万ドルから1,500万ドル、4.0.1バージョンへは5,300万ドルの経費が必要である。3.6.1から4.0.1への改修は4,500から5,500万ドルである。
ブロックIAに加えて、2009年7月13日にはブロックIBが最終設計審査をパスし、アメリカ海軍で配備が始まっている。ブロックIIAは2014会計年度から調達が開始される。
2017年2月3日、米ミサイル防衛庁 (MDA) はハワイの西海岸において、SM-3ブロック2Aの迎撃試験が成功したと発表した。発射したのはイージス駆逐艦ジョン・ポール・ジョーンズで、迎撃対象は準中距離弾道ミサイル標的であった。
2018年10月26日、ハワイ沖で実施した迎撃実験に成功したと発表した。
同年12月11日、ハワイ沖で実施した迎撃実験に成功したと発表した。
2020年11月17日、ハワイ沖で実施した迎撃実験において、SM-3ブロック2Aの迎撃試験が成功したと発表した。迎撃対象は大陸間弾道ミサイルで、イージス艦から発射された弾道弾迎撃ミサイルによる実験は初である。なお、この実験は本来同年5月に実施される予定であったが、新型コロナウイルス感染症の感染拡大によって延期されていた。
2024年4月のイランによるイスラエル攻撃において、USSカーニー(DDG–64)とUSSアーレイ・バーク(DDG–51)から発射されたSM–3が弾道ミサイルの迎撃に成功したと米中央軍は発表した。最低でも6発の弾道ミサイルを迎撃した。本ミサイルが実戦で使用されたのはこれが初である。

#### USA-193の撃墜
2008年2月14日にアメリカ政府高官は、打ち上げ直後から不具合が発生して軌道を外れていた偵察衛星USA-193 (NROL-21) をSM-3を用いて破壊すると発表した。衛星には燃料として毒性のあるヒドラジンが搭載されており、居住地区に墜落した場合に被害が出るのを懸念した処置であるとしている。衛星攻撃兵器 (ASAT) として設計されていないSM-3のソフトウェアは衛星攻撃用に最適化された。2月21日3:26 (UTC) に北太平洋に配置されたタイコンデロガ級ミサイル巡洋艦「レイク・エリー」がSM-3を1機発射し、大気圏への再突入直前だった太平洋上高度247 kmにある衛星を撃墜することに成功した。この時の接近速度は22,783 mph（36,667 km/h）だった。アーレイ・バーク級ミサイル駆逐艦「ディケーター」、「ラッセル」の他陸上、海上、衛星のセンサーも作戦に関与した。

### 日本

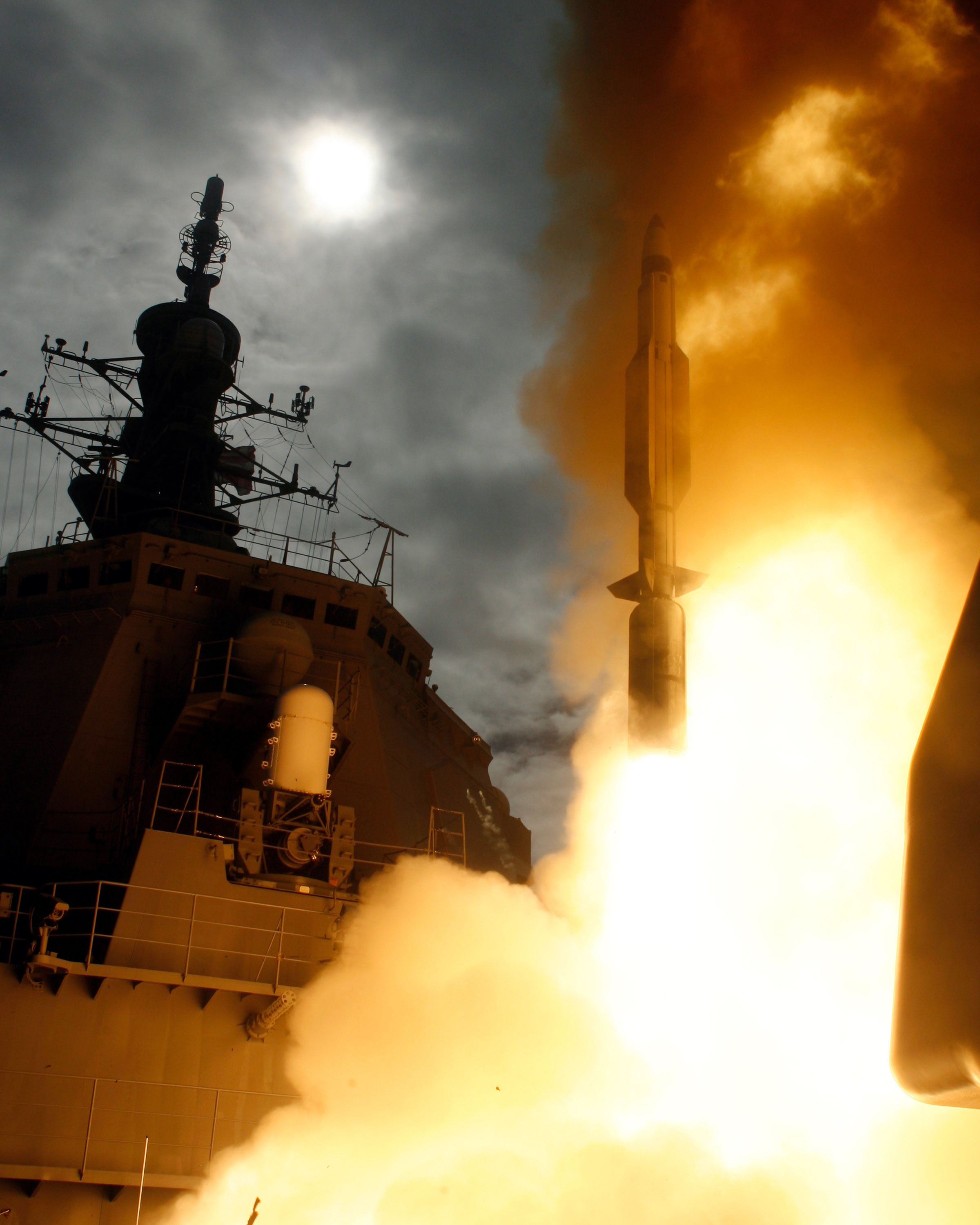
2007年12月18日ハワイ・カウアイ島沖で行われた発射試験JFTM-1にて太平洋ミサイル試射場から発射された模擬弾道ミサイルを目標としてSM-3ブロックIAを発射する海上自衛隊のミサイル護衛艦「こんごう」

1998年8月の北朝鮮によるミサイル発射実験を受けて、日本政府はアメリカが研究を進めてきた弾道ミサイル防衛プログラムに参加することを決定した。1999年8月に両政府は日本のイージス弾道ミサイル防衛システムの研究開発への参加を取り決める了解覚書に調印した。2003年に日本政府は、SM-3を用いた海上配備型とPAC-3を用いた地上配備型の2種類の弾道ミサイル防衛システムを導入することを決定した。
こんごう型護衛艦全4隻は順次ABM能力を付加するための改修が施されブロックIAが配備された。2007年12月17日に「こんごう」はハワイ沖でSM-3ブロックIAを用いた模擬弾道ミサイルの撃墜に成功した。残りの三隻についても実射試験がおこなわれた。2010年11月20日に行われた「ちょうかい」による発射実験では目標の撃墜に失敗したが、設計製造に関係するような問題はないとしている。
2009年の北朝鮮によるミサイル発射実験に際して、日本政府は弾道ミサイル等が日本の領土に墜落した場合にはこれを迎撃すると発表した。非常時のBMD運用手順を追加する形で2005年に改正された自衛隊法に基づき航空総隊司令官の指揮するBMD統合任務部隊が結成され、SM-3搭載護衛艦、情報収集および警戒監視部隊、PAC-3を装備する高射部隊及び航空警戒管制部隊がそれぞれ配置されたほか、SM-3を装備する在日米軍の「シャイロー」も動員された。4月5日11:30 (JST) に発射された銀河2号は東北地方の上空を通過し、発射命令は下されなかった。
日本はブロックIIAから開発に参加しており、ノーズコーン、第二段および第三弾の誘導・制御システム、第三段を担当している。平成23年時点では日本側が10から12億ドル、アメリカ側が11から15億ドルを負担している。日本政府はブロックIIAについて、武器輸出三原則の例外として第三国への輸出を認める方針を固めており、2011年6月にアメリカ側に伝達される予定である。
2007年と2008年にそれぞれ就役したあたご型護衛艦2隻は、当初弾道ミサイル迎撃能力を持たなかったものの、増大する北朝鮮の弾道ミサイルの脅威に対応するため、イージスシステムのアップグレードと共にSM-3の搭載能力を獲得する改修が行われることになった。2018年9月12日、改修を終えた「あたご」がハワイ沖にてSM-3ブロックIBによる迎撃試験を行い、模擬弾道ミサイルの撃墜に成功した。2番艦である「あしがら」も改修は進められているが、2020年11月現在SM-3の発射試験は行われていない。また2019年度予算において、改修後のあたご型護衛艦にSM-3ブロックIIAの搭載能力を獲得するための更なる改修予算が計上されている。

2020年より就役中のまや型護衛艦2隻は、就役当初より弾道ミサイル迎撃能力を有し、SM-3ブロックIIAを搭載している。

### 大韓民国
2018年10月に大韓民国国防省と韓国海軍が導入を検討していると発表。

### イスラエル
既にアローとパトリオットミサイルを配備しているイスラエルは、地上配備型SM-3の調達を検討している。

### ヨーロッパ
バラク・オバマ大統領は2009年9月17日にヨーロッパにおけるミサイル防衛計画である段階的防衛計画 (弾道ミサイル防衛の能力を段階的に向上させるアプローチ) を発表した。EPAAは4段階から構成される。第一段階 (2011年) はSM-3ブロック1Aを搭載するイージス艦の配備で2011年5月に「モンテレー」の地中海配備により開始された。第二段階 (2015年) は地上配備型SM-3施設の建設とSM-3ブロックIBの導入、第三段階 (2018年) は二つめのSM-3施設建設とブロックIIAの導入、第四段階 (10年後) はブロックIIBの導入である。この計画は西太平洋やペルシャ湾沿岸地域にも応用可能であるとしている。

#### ポーランド
ジョージ・W・ブッシュ政権は、チェコにレーダーを、ポーランドにGBIミサイル防衛施設を建設することを合意していた。オバマ政権はこの合意を2009年に破棄したが、地上配備型のSM-3システムをポーランドに配備することを2010年7月3日に発表、2011年9月15日、弾道ミサイル迎撃用ミサイルの地上配備へ向けた合意文書が正式発効した。日米が共同開発しているSM-3ブロックIIAが初めて第三国に供与・配備される。

#### ルーマニア
アメリカとルーマニア両政府は、SM-3ブロックIBの施設をルーマニア南部のデベセルにある旧空軍基地に建設すると2011年5月に発表した。イランからNATO諸国を目標とする短距離・中距離弾道ミサイル発射を想定しており、2015年の運用開始を目標としている。

## 批判

### 性能について
アメリカ国防総省は、これまでに行われたSM-3のテストでは84 %の目標が破壊されたとしており、バラク・オバマ大統領もSM-3の性能を「立証済みで実戦配備可能」であると述べている。
その一方で、一部の政治家やメディア、専門家の間ではSM-3の実効性を疑問視する意見もある。2010年5月17日にニューヨーク・タイムズは、公表済みの映像データを検証した結果、ミサイル本体は破壊されているが核弾頭は能力を失っていないものが多く、実際の成功確率は10から20 %程度であるとする専門家のコメントを掲載した。同記事中において、コメントを求められたアメリカ国防総省はこの結論は根本的に誤りであるとしているが、対象となる10回のテストの中で4例については模擬弾頭を搭載していなかったことを認めたとも記されている。ミサイル防衛局は数日後に反論をリリースし、プロトタイプの迎撃体を使用した初期のテストは目標に到達させることだけが目的であり、高価な模擬弾頭は搭載しない場合もあったこと、その後のブロックIとブロックIAのコンフィギュレーションに則って行われたテストは弾頭の無力化を目的としており、フルサイズの目標やさらに迎撃が困難な小型目標、分離型弾頭についての迎撃テストでは19回中で16回成功を収めており、これは充分な成果であるとしている。

### ロシアの懸念
NATOのミサイル防衛構築に反対しているロシアは、アメリカが計画しているポーランドやルーマニアにおけるSM-3の配備がロシアの核抑止力にダメージを与え、将来的に相互確証破壊の崩壊につながりかねないとして強く反発している。ロシアはアメリカのこれらのミサイル防衛システムはイランのミサイルおよび核開発を考慮したものであり、将来改良されたとしてもロシアの有するミサイル兵器では対応できないとして核戦略の見直しを余儀なくされている。

## 登場作品

### アニメ・漫画
『009 RE:CYBORG』
「彼の声」に従い世界秩序を破壊して人類をやり直すことを目的としてアメリカ海軍の原子力潜水艦から発射された核弾頭装備型のSLBMを迎撃するために、ハワイ沖で試験航海中だったズムウォルト級ミサイル駆逐艦「センシネル」を、009、003、004が艦橋やCICにいるクルーを制圧して占拠。「センシネル」に搭載されているSM-3でSLBMを迎撃する。劇中では、ブースターの切り離しや宇宙空間でキネティック弾頭がガス噴射によって目標に接近する動作も再現されている。
『学園黙示録 HIGHSCHOOL OF THE DEAD』
こんごう型護衛艦「こんごう」と「きりしま」、加えてタイコンデロガ級ミサイル巡洋艦「シャイロー」が、中国より発射された東風-21を迎撃するために発射する。

### 小説
『日本北朝鮮戦争 竹島沖大空海戦』
北朝鮮から発射されたノドンIIを迎撃するために第3護衛隊群所属のはたかぜ型護衛艦「しまかぜ」、こんごう型護衛艦「こんごう」、はつゆき型護衛艦「はまゆき」「まつゆき」から計32発が発射される。
『ルーントルーパーズ 自衛隊漂流戦記』
異世界に飛ばされた架空のイージス護衛艦「いぶき」に搭載され、魔法によって大気圏外から落とされる隕石の迎撃に使用される。